# Jörg Oberste
Jörg Oberste (* 13 septembre 1967) est un historien allemand.

## Carrière
Il étudie l'histoire, la culture allemande et la culture romane à Münster. Il fait un séjour de recherche à Paris, il participe au groupe de recherche 231 de Münster Alphabétisation pragmatique au Moyen Âge. Il fait son doctorat sous la direction de Gert Melville. 
En 1994, il est professeur adjoint d'histoire médiévale à l'Université technique de Dresde. Il y participe aussi au groupe de recherche 537 Institutionnalisme et historicité dans le projet Structures institutionnelles des ordres religieux. En 2000/2001 il obtient son habilitation sur le thème Religiosité et promotion sociale des élites urbaines au Haut Moyen Âge. Au semestre d'hiver 2001/2002 il a été invité à l'Institute for Advanced Study de Princeton.
Il enseigne depuis 2004 en tant que professeur d'histoire médiévale et des sciences auxiliaires de l'histoire à l'Université de Ratisbonne.
Ses recherches portent sur les ordres religieux, l'histoire de la ville à la fin du Moyen Âge, les théories économiques du Haut et du Bas Moyen Âge, les croisades et l'histoire des hérésies.

## Œuvres
En tant qu'auteur :
- (de) Visitation und Ordensorganisation. Formen sozialer Normierung, Kontrolle und Kommunikation bei Cisterziensern, Prämonstratensern und Cluniazensern (12.–frühes 14. Jahrhundert), Münster, Lit, coll. « Vita regularis » (no 2), 1996, 455 p. (ISBN 3-8258-2587-6, lire en ligne) (= son doctorat auprès de l'Université de Münster en 1995).
- Die Dokumente der Klösterlichen Visitationen, Brepols, Turnhout, coll. « Typologie des sources du moyen âge occidental » (no 80), 1999, 153 p. (ISBN 978-2-503-50969-3)
- « "...nihil deficeret in presenti seculo et in morte salvarentur" : le catharisme et les élites urbaines dans les villes languedociennes (XIIIe et XIVe siècles) », dans Michał Tymowski, Anthropologie de la ville médiévale, Institut d'Histoire de l'Académie Polonaise des Sciences, 1999 (ISBN 83-7181-091-1), p. 163-178
- « L’usurier – un hérétique? La décrétale Ex gravi (1311/1312) et les mutations de la société citadine aux XIIe et XIIIe siècles », dans P. Texier (éd.), Pouvoir, Justice et Société. Actes des XIXe Journées d’Histoire du Droit, Limoges, 2000, p. 399-447
- « La fin d’un coupable. Raymond VI, comte de Toulouse, aux mains de l’Église au temps de la croisade albigeoise », dans J. Hoareau-Dodinau, P. Texier (éd.), La culpabilité. Actes des XXe Journées d’Histoire du Droit, Limoges, 2001, p. 453-478
- (de) Zwischen Heiligkeit und Häresie. Religiosität und sozialer Aufstieg in der Stadt des hohen Mittelalters, Cologne, Böhlau, coll. « Norm und Struktur (2e série » (no 17), 2003, 347 p. (ISBN 3-412-16002-4) (Volume 1 : Städtische Eliten in der Kirche des hohen Mittelalters ; volume 2: Städtische Eliten in Toulouse  (ISBN 3-412-16102-0)) (= son doctorat d'habilitation à l'Université technique de Dresde, 2000/2001).
- (de) Der „Kreuzzug“ gegen die Albigenser. Ketzerei und Machtpolitik im Mittelalter, Darmstadt, Wissenschaftliche Buchgesellschaft/Primus, 2003, 222 p. (ISBN 3-89678-464-1)
- « Présence et concurrence. Communautés monastiques et espaces urbains à Toulouse avant l’arrivé des Mendiants », dans N. Bériou, C. Caby (éd.), Moines et religieux dans la ville, Toulouse, coll. « Cahiers de Fanjeaux » (no 44), 2009, p. 53-77.
- « Les clunisiens et l'espace urbain en France : les bourgs de Montierneuf à Poitiers et de Saint-Martin-des-Champs à Paris (XIe – XIVe siècles) »  (trad. Marianne Mion), Mélanges de l'École Française de Rome. Moyen âge : MEFRM, vol. 124, no 1,‎ 2012, p. 69-89 (OCLC 896997842, lire en ligne).
- (de) Die Zisterzienser, Stuttgart, Kohlhammer, coll. « Kohlhammer-Urban-Taschenbücher » (no 744), 2014 (ISBN 978-3-17-024391-0)

en tant qu’éditeur :
- (de) Kommunikation in mittelalterlichen Städten, Ratisbonne, Schnell + Steiner, coll. « Forum Mittelalter: Studien » (no 3), 2007, 203 p. (ISBN 978-3-7954-2018-5).
  - « Einführung : Verdichtete Kommunikation und städtische Kultur », dans Kommunikation..., p. 7-10
  - « Die Reform der städtischen Seelsorge als Kommunikationsproblem (1150 - 1250) », dans Kommunikation..., p. 79-98
- (de) Repräsentationen der mittelalterlichen Stadt, Ratisbonne, Schnell + Steiner, coll. « Forum Mittelalter: Studien » (no 4), 2008, 279 p. (ISBN 978-3-7954-2101-4).
  - « Einführung : städtische Repräsentation und die Fiktion der Kommune », dans Repräsentationen..., p. 7-12
  - « Kommunebildung, politische Repräsentation und religiöse Praxis in Toulouse (1119 - 1209) », dans Repräsentationen..., p. 65-81
- avec Suzanne Ehrich : (de) Städtische Räume im Mittelalter, Ratisbonne, Schnell + Steiner, coll. « Forum Mittelalter: Studien » (no 5), 2009, 264 p. (ISBN 978-3-7954-2250-9)
  - « Klöster und urbane Entwicklung. Eine Skizze zur Topographie von Toulouse (400-1200) », dans Städtische Räume..., p. 101-122
- avec Suzanne Ehrich : (de) Städtische Kulte im Mittelalter, Ratisbonne, Schnell + Steiner, coll. « Forum Mittelalter: Studien » (no 6), 2010 (ISBN 978-3-7954-2416-9)
  - « Gibt es eine urbane Religiosität des Mittelalters ? », dans Städtische Kulte..., p. 15-34
- Metropolität in der Vormoderne : Konstruktionen urbaner Zentralität im Wandel, Ratisbonne, Schnell + Steiner, coll. « Forum Mittelalter: Studien » (no 7), 2012, 224 p. (ISBN 978-3-7954-2636-1)
  - « Paris im Mittelalter. Metropolenbildung zwischen Zentralität und Diversität », dans Metroplität..., p. 73-99
- avec Suzanne Ehrich : Pluralität : Konkurrenz : Konflikt : religiöse Spannungen im städtischen Raum der Vormoderne, Ratisbonne, Schnell + Steiner, coll. « Forum Mittelalter: Studien » (no 8), 2013, 312 p. (ISBN 978-3-7954-2761-0)
  - « Religiöse Pluralität in Spannungsfeld von Politik, Geschäft und Repression. Okzitanische Patrizierfamilien zwischen katholischer Kirche und Katharismus », dans Pluralität..., p. 129-150
- avec Thomas Kübler : Die mittelalterlichen Stadtbücher Dresdens (1404-1535) und Altendresdens (1412-1528). Kritische Edition und Kommentar, Leipzig, 2007-2013 (5 volumes :  (ISBN 9783865832122),  (ISBN 9783865832269),  (ISBN 9783865832382),  (ISBN 9783865832504),  (ISBN 9783865837608))

## Source de la traduction
- (de) Cet article est partiellement ou en totalité issu de l’article de Wikipédia en allemand intitulé « Jörg Oberste » (voir la liste des auteurs).